# 納粹德國集中營妓院

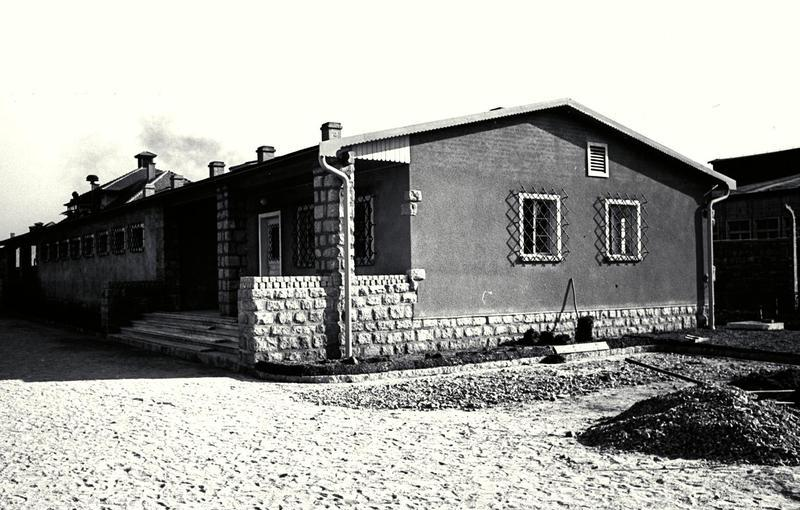
毛特豪森－古森集中營妓院

納粹德國集中營妓院（德語：Lagerbordell），二戰時黨衛隊在各集中營內設置的妓院，集中營妓女主要從拉文斯布呂克集中營和各個納粹集中營的女囚強徵而來，而這集中營的女囚主要來自波蘭人、猶太人、吉普賽人、東斯拉夫人、俄羅斯人。與納粹德國軍用妓院（設於非軍事區的民間旅館）官方合計共34,140名女囚被逼良為娼。
同類事件有日軍慰安婦、韓國的美軍慰安婦等。

## 地點
設立的集中營是幾乎納粹集中營的勞動營、集中營、猶太區、收容點、拘留營等皆有開設集中營慰安所，這也和包括德國境內毛特豪森－古森集中營、諾因加默集中營、薩克森豪森集中營、拉文斯布呂克集中營、伯根-貝爾森集中營、柏林-馬燦集中營等。

## 引用文獻
1. ↑  Nanda Herbermann, Hester Baer, Elizabeth Roberts Baer. . Detroit: Wayne State University Press. 2000: 33–34. ISBN 0-8143-2920-9. （原始内容 (Google Books)存档于2021-03-23）.